# Loaded (Album)
Loaded ist das vierte Studioalbum der US-amerikanischen Rockband The Velvet Underground und wurde im November 1970, einen Monat nach dem Ausstieg von Lou Reed, bei Cotillion Records, einem Sub-Label von Atlantic Records, veröffentlicht.

## Hintergrund
Nachdem es zur Veröffentlichung eines vierten Albums bei MGM nicht gekommen war, wechselten die Velvets zu Atlantic Records. Loaded war seinerzeit die kommerziell erfolgreichste Veröffentlichung der Gruppe und zielte von der unprätentiösen Zusammenstellung der Titel auf den breiten Publikumsgeschmack der Radiosender ab. Der Titel des Albums sollte eine Anspielung auf ein mit Erfolgen geladenes Album (loaded with hits) sein, dennoch hatte das Album trotz eingängiger und starker Songs nicht mehr den Charakter des früheren Velvet-Underground-Sounds. Doug Yule führte in einem späteren Interview die Veränderungen im Sound auf den Umstand zurück, dass an den Aufnahmen nur ein Teil der Band durchgängig beteiligt war: Maureen Tucker war schwanger geworden und wurde bei den Aufnahmen durch Billy Yule, den Bruder von Doug Yule, ersetzt. Lou Reed verließ die Band noch vor Fertigstellung der Platte. Fast die Hälfte der Tracks musste ohne ihn abgemischt und fertiggestellt werden. Reed distanzierte sich nach seinem Ausstieg von dem Album und monierte, dass man die Songs ohne sein Einverständnis veröffentlicht habe.
Loaded enthält einige der bekanntesten Titel der Velvets: Sweet Jane und Rock & Roll schafften es in die Charts der Radiostationen und gehörten später in Lou Reeds Solokarriere zu seinem Standardrepertoire.

## Titelliste
Alle Songs stammen aus der Feder von Lou Reed und wurden von The Velvet Underground arrangiert.
Seite A
1. Who Loves the Sun – 2:50
2. Sweet Jane – 3:55 (3:15)
3. Rock & Roll – 4:47
4. Cool It Down – 3:05
5. New Age – 5:20 (4:49)
Seite B
6. Head Held High – 2:52
7. Lonesome Cowboy Bill – 2:48
8. I Found a Reason – 4:15
9. Train Round the Bend – 3:20
10. Oh! Sweet Nuthin'  – 7:23
Auf dem CD-Remaster stimmen einige Titellängen nicht mit der Originalaufnahme überein. Die abweichenden Zeiten der CD-Version sind in Klammern angegeben.

## Rezeption
Die Musikzeitschrift Rolling Stone wählte Loaded 2003 auf Platz 110 und 2020 auf Platz 242 der 500 besten Alben aller Zeiten. Sweet Jane erreichte 2004 Platz 342 und 2021 Platz 294 der 500 besten Songs aller Zeiten.
In der Auswahl der 500 besten Alben aller Zeiten des New Musical Express belegt Loaded Platz 271.
Pitchfork führt Loaded auf Platz 14 der 100 besten Alben der 1970er Jahre, Sweet Jane auf Platz 27 und Rock & Roll auf Platz 77 der 200 besten Songs des Jahrzehnts.
Uncut wählte es auf Platz 54 der 200 besten Alben aller Zeiten.
Das Magazin Time nahm Rock & Roll in die Auswahl der 100 besten Songs auf.

## Neuveröffentlichungen

### Loaded: Fully Edition(1987)
1 CD, Label: Warner Special Products, Katalognummer: 9-27613-2, Veröffentlichung: Juli 1987
Erste CD-Veröffentlichung. Keine Bonustracks.

### Peel Slowly and See(1995)
5 CDs, Label: Polydor, Veröffentlichung: 26. September 1995
Eine Kompilation von Loaded findet sich auf der fünften CD des Boxsets Peel Slowly and See. Die CD enthält längere Versionen von Sweet Jane und New Age sowie einige Demoversionen, Outtakes und Liveaufnahmen.

### Fully Loaded Edition(1997)
2 CDs, Label: Rhino Records, Veröffentlichung: 18. Februar 1997
Remasterte Version mit zahlreichen alternativen Aufnahmen, Demosongs und Outtakes. Zwei Demotakes von I’m Sticking with You enthalten Gesangsparts von Maureen Tucker und eine Gasteinlage des ehemaligen Bandmitglieds John Cale auf Ocean.

### Re-Loaded 45th Anniversary Edition(2015)
5 CDs/1 DVD, Label: Cotillion/Atlantic/Rhino, Katalognummer: 081227953737, Veröffentlichung: 30. Oktober 2015
CD-Boxset mit neuem Remaster, enthält Stereo- und Mono-Mix, Demoaufnahmen, alternative Abmischungen, Outtakes und Konzertmitschnitte. Auf der DVD liegt das Album in 5.1-Raumklang und in Stereo als High Resolution Audio (24-Bit/96 kHz) bei.
Das Remaster von 2015 erschien in hochauflösender Audioqualität auch als Download.

### Fully Re-Loaded Edition(2023)
9 LPs/4 7″-Singles, Label: Cotillion/Atlantic/Rhino, Katalognummer: 695229, Veröffentlichung: 24. März 2023
Stark limitiertes Boxset, Vinyl-Version der Re-Loaded 45th Anniversary Edition.

### Loaded (Atlantic 75 Series)(2024)
1 Hybrid-SACD, Label: Cotillion/Atlantic/Analogue Productions, Katalognummer: CAPA 034 SA, Veröffentlichung: 16. Dezember 2024
Erste Veröffentlichung auf SACD. DSD-Mastering auf Basis der analogen Tonbänder. Keine Bonustracks. Erschienen als Teil der Jubiläumsserie Atlantic 75.

## Auszeichnungen für Musikverkäufe
| Land/Region                  | Auszeichnungen für Musikverkäufe (Land/Region, Auszeichnung, Verkäufe) | Verkäufe |
| ---------------------------- | ---------------------------------------------------------------------- | -------- |
| Vereinigtes Königreich (BPI) | Gold                                                                   | 100.000  |
| Insgesamt                    | 1× Gold ·                                                              | 100.000  |